# Augustini ab Hortis Keresztély
Augustini ab Hortis Keresztély (Neisse, Szilézia 1598. december 6. — Kakaslomnic, Szepes vármegye 1650. augusztus 21.) orvos és természettudós.

## Élete
Tanult Odera-Frankfurtban, Jénában, Lipcsében és Wittenbergben; 1619-ben Svájcba ment és Bázelben 1620. április 6-án orvosdoktorrá avatták, majd Sziléziában lett gyakorlóorvos. 1622-ben Késmárkon telepedett le, városi orvosként. 1623-ban megözvegyült, 1626. január 13-án nőül vette Székely Zsuzsannát és Kakaslomnicra költözött nejének örökölt birtokára. II. Ferdinánd súlyos betegsége miatt Bécsbe hívatta, ahol meggyógyította a királyt, ezért az udvari orvosává tette s 1631. április 6-án nemesi rangra emelte ab Hortis előnévvel. A király egyszersmind a bécsi füvészkert alapításával is megbízta, munkája bevégezte után aranylánccal ajándékozta meg. A császár 1637-ben bekövetkezett halála után visszatért a Szepességbe, Kakaslomnicra, bár III. Ferdinánd alatt is megvolt a királyi orvos címe.
Sírja a kakaslomnici evangélikus templomban található.

## Munkássága
Az orvostudományon kívül foglalkoztatta a botanika és az ásványtan: nagy ásványgyűjteménye volt. Frölich Dávid kortársa, hozzá hasonlóan járta a Tátrát, először 1640-ben, de úticéljait nem ismerjük.
1640-ben kezdte gyártani a törpefenyőolajat, az úgynevezett magyar balzsamot, 1640-50 között ő találta fel a borókafenyőolajat, az úgynevezett kárpáti balzsamot. Ez olajakat az orvostudomány sokáig több betegség gyógyítására használta.
Két munkája kéziratban maradt meg. A munkákat bizonyára németül írta, de címüket latinul idézik. Az első De gemmis Hungariae a magyarországi (tátrai?) drágakövekről és féldrágakövekről szól, a másikban De Balsamo Hungariae Carpathico a már említett olajakról. Mindkét kézirat sokáig volt utódai kezében, de aztán (1700 ? után) elvesztek. Egy változat szerint lengyelekhez kerültek, másik szerint még Augustini életében németül kerültek volna kinyomtatásra, de ez a szerzőnek állítólag nem sikerült és a kéziratok Augustini más könyveivel együtt lengyelek kezébe kerültek. A mai napig sem a kéziratok, sem a munkák nyomtatásban megjelent formája nem került elő. Az viszont tény, hogy az olajakról írt munkájából különböző szerzők szó szerint idéztek (Fischer Dániel 1717, Rzaczynski Gabriel 1736, Czirbesz András 1772 és Johann P. Breyne 1721 előtt).
Magyarországi természetrajzi múzeumot szándékozott fölállítani; gyűjtéséről III. Ferdinándnak, I. Rákóczi György erdélyi fejedelemhez írt levele tanúskodik.
Megemlítendő még, hogy Augustini dédunokája ifj Augustini Sámuel 1773-ben saját neve alatt adott ki két munkát a magyarországi drága-  és féldrágakövekről (többek között a Tátrában, Szepességben és Liptóban találhatókról), de nem tudjuk, hogy használta-e munkájához dédapja e témájú művét.